# Chris Hughton
Chris Hughton (Londres, Inglaterra, 11 de diciembre de 1958) es un exfutbolista y entrenador inglés nacionalizado irlandés. Actualmente está sin club.
Después de hacer su debut profesional a los 20 años, Hughton pasó la mayor parte de su carrera como jugador en el Tottenham Hotspur como lateral izquierdo, y se fue en 1990 después de 13 años. Después de períodos relativamente breves con West Ham United y Brentford, Hughton se retiró en 1993 a los 34 años. Jugó 53 partidos con Irlanda, anotó un gol y fue titular en los tres partidos de Irlanda en la Eurocopa 1988 en Alemania Occidental.
De 1993 a 2007, Hughton se desempeñó como entrenador y luego asistente técnico del Tottenham. Se incorporó al Newcastle United como entrenador del primer equipo en 2008 y, tras su descenso, se convirtió en interino. Llevó al Newcastle de regreso a la Premier League en su primera temporada a cargo, rompiendo varios récords y asegurando el puesto de gerente permanente. Hughton dirigió al Birmingham City durante una sola temporada, lo que los llevó al cuarto lugar en la liga, antes de unirse al Norwich City en junio de 2012. Norwich despidió a Hughton en abril de 2014 luego de una racha de malos resultados.
Luego de su partida de Norwich, Hughton se convirtió en entrenador del Brighton & Hove Albion en diciembre de 2014. Tres años después, en 2017, Hughton llevó al club a la promoción a la Premier League por primera vez en su historia. Esquivó con éxito el descenso durante dos temporadas consecutivas antes de ser despedido en mayo de 2019 debido a una mala racha. Fue nombrado entrenador de Nottingham Forest en octubre de 2020, antes de ser despedido en septiembre de 2021 tras un mal comienzo de temporada. 
Hughton actuó como asesor técnico de la selección nacional de Ghana durante el período de clasificación para la Copa del Mundo en marzo de 2022. En febrero de 2023 fue ascendido al puesto de entrenador de Ghana tras la renuncia de Otto Addo.

## Carrera como jugador
Hughton se unió por primera vez a la cantera del Tottenham Hotspur en 1971 a la edad de 13 años. Firmó como futbolista a tiempo parcial en 1977 y se formó como ingeniero de ascensores. Firmó para convertirse en futbolista profesional a tiempo completo en julio de 1979 e hizo su debut en el primer equipo ese año en la segunda ronda de la Copa de la Liga 1979-80 contra el Manchester United. Comenzó jugando como extremo en los primeros días en el club hasta instalarse en la posición de lateral izquierdo.
Hughton jugó 398 partidos con el Tottenham en todas las competiciones, anotando 19 goles. Fue miembro del Tottenham que ganó la FA Cup en 1981 y en 1982, la Copa de la UEFA de 1984 y terminó subcampeón en la Copa de la Liga de 1982. Para 1986, las lesiones y la competencia de otros laterales significaron que Hughton ya no podía asegurar un lugar regular en la alineación titular. Sin embargo, jugó en la final de la FA Cup de 1987 después de que Danny Thomas se lesionara, terminando como subcampeón en la competencia.
En noviembre de 1990, el West Ham United fichó a Hughton, inicialmente cedido como cobertura para el lesionado Julian Dicks, luego fichado de forma permanente por el técnico Billy Bonds en un transferencia gratis. Jugó dos temporadas en el West Ham, haciendo 43 apariciones en todas las competiciones sin anotar, y los ayudó a conseguir el ascenso de la Division Two en 1991.
En 1992, fichó por el Brentford, de nuevo en forma gratuita. Ayudó al club londinense a ganar el título de Tercera División en la temporada 1991-92. Jugó durante un año para Brentford, antes de retirarse a la edad de 34 años debido a una lesión en la rodilla a principios de 1993.

## Carrera internacional
Hughton decidió jugar para la República de Irlanda como hijo de madre irlandesa y padre ghanés. El irlandés formó parte de los equipos finales de la nación para la Eurocopa 1988, jugando en los tres partidos, y la Copa Mundial de la FIFA 1990, donde no jugó (Steve Staunton ocupó su lugar). Marcó su único gol internacional en la victoria por 6-0 contra Chipre en las Eliminatorias para la Copa Mundial de 1982. Disputó 53 encuentros entre 1979 y 1991.

## Carrera como entrenador

### Tottenham Hotspur
Desde junio de 1993 hasta octubre de 2007, Hughton fue entrenador del Tottenham Hotspur, inicialmente a cargo de la selección sub-21, luego de la reserva en 1999, ascendiendo al primer equipo dos años después. En su tiempo en los Spurs, sirvió como colaborador de 11 entrenadores diferentes: Keith Burkinshaw, Ray Clemence, Doug Livermore, Osvaldo Ardiles, Gerry Francis, Christian Gross, George Graham, Glenn Hoddle, David Pleat, Jacques Santini y Martin Jol. También se desempeñó como entrenador interino en dos ocasiones. Con Hughton a bordo, Tottenham terminó quinto durante dos temporadas consecutivas (2005-06 y 2006-07), al tiempo que ganó la Copa de la Liga en 1998-1999. El 25 de octubre de 2007, Hughton fue despedido como asistente del entrenador junto con el entonces entrenador Jol, luego de una derrota en casa en la Copa de la UEFA, en la fase de grupos, ante el Getafe.

### Newcastle United
El 22 de febrero de 2008, Hughton fue nombrado entrenador del primer equipo en el Newcastle United por el director de fútbol Dennis Wise, uniéndose al cuerpo técnico de Kevin Keegan, trabajando principalmente en defensa con Steve Redondo. El 8 de septiembre de 2008, Hughton fue nombrado entrenador interino de Newcastle tras las salidas de Keegan, Terry McDermott y Adam Sadler. Sin embargo, después de una derrota ante el recién ascendido Hull City y la eliminación en la Copa de la Liga ante Tottenham Hotspur, Hughton renunció como interino y fue reemplazado temporalmente por Joe Kinnear.
Hughton fue ascendido a asistente del entrenador después de que The Magpies nombrara a Colin Calderwood como entrenador del primer equipo el 26 de enero de 2009. En febrero, Kinnear se enfermó antes de un partido con el West Bromwich Albion y Hughton se hicieron cargo de ese partido que Newcastle ganó 3-2. En la semana posterior a la victoria, se reveló que Kinnear necesitaba una operación de derivación cardíaca y que Hughton, junto con Colin Calderwood y Paul Barron, tendrían que hacerse cargo del equipo durante las próximas semanas y posiblemente meses. Sin embargo, las derrotas ante el Bolton Wanderers, el Manchester United y el Arsenal, y los empates ante el Everton y el Hull City dieron como resultado que Newcastle nombrara a Alan Shearer como entrenador interino hasta el final de la temporada.

#### Interinato
Durante la temporada baja de 2009, el propietario Mike Ashley anunció que vendería el club, y Hughton se quedó nuevamente con el trabajo de entrenador interino cuando el club no pudo asegurar más los servicios de Alan Shearer. A esto le siguió una declaración de Llambias: "Mike Ashley cree que no sería prudente nombrar a un director de equipo cuando el club está a la venta", dejando a Hughton a cargo del inicio del temporada 2009-10. Los primeros dos juegos de Hughton a cargo de la nueva temporada vieron actuaciones inspiradoras en un empate 1-1 con West Bromwich Albion fuera de casa y una memorable victoria por 3-0 contra Reading en casa, lo que terminó con Shola Ameobi consiguiendo su primer triplete. Continuó el comienzo invicto de Newcastle de la nueva temporada con una victoria por 1-0 sobre Sheffield Wednesday, que también contó con su primer fichaje de transferencia de la temporada Danny Simpson. Hughton también fichó a Peter Løvenkrands y Fabrice Pancrate en transferencias gratuitas y completó los fichajes de préstamo de Zurab Khizanishvili y Marlon Harewood.

#### Rol permanente

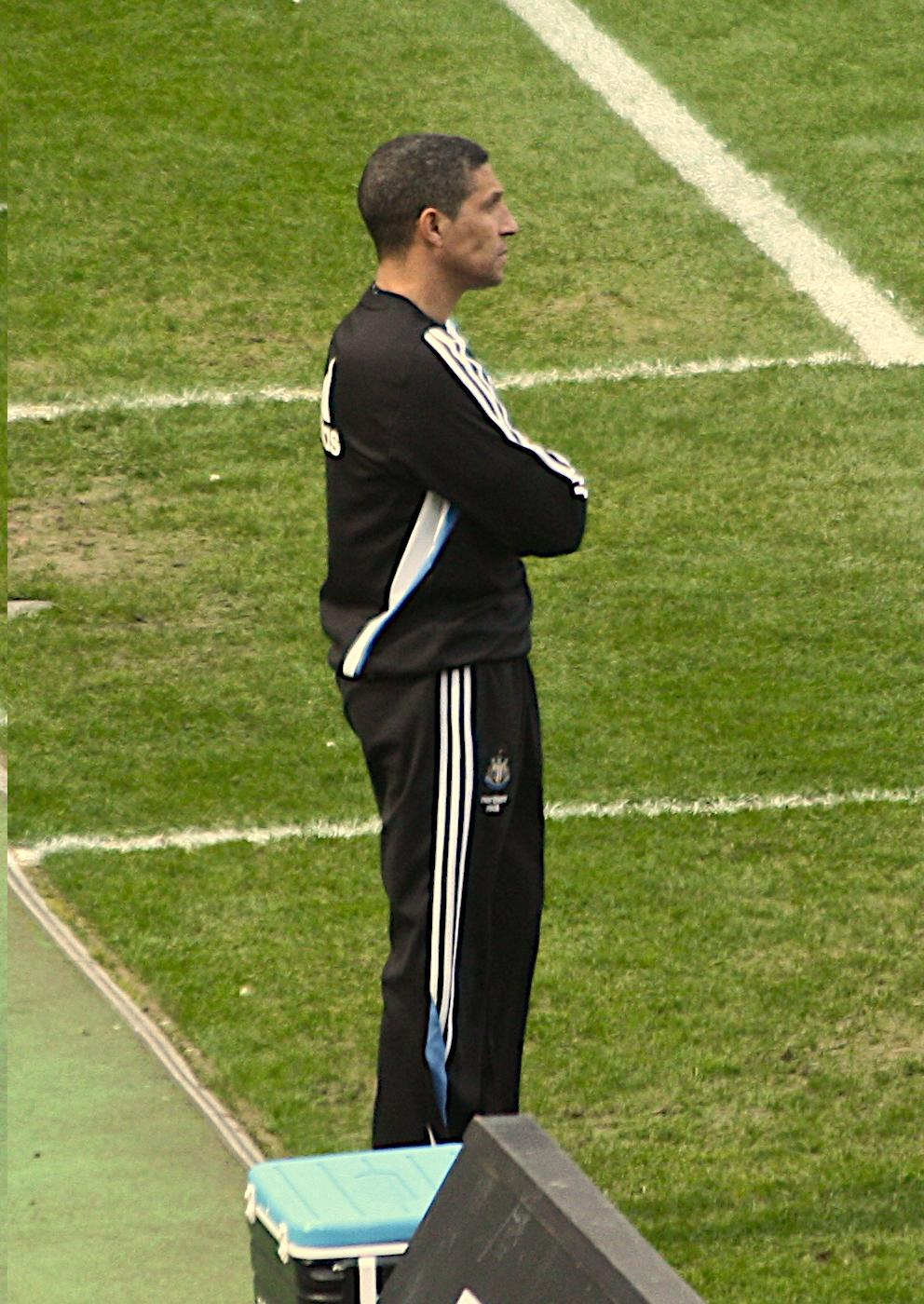
Hughton dirigiendo al Newcastle United en 2010

Un comienzo positivo de la temporada 2009-10 vio a Hughton ganar premios consecutivos de Entrenador del Mes en agosto y septiembre y luego nuevamente en noviembre, lo que resultó en que la junta lo nombrara nuevo entrenador permanente del club, después de dos períodos como interino. El comienzo de la liga de Hughton en su carrera como entrenador fue el mejor en la historia de Newcastle. En enero, Newcastle fichó a Mike Williamson, Wayne Routledge y Leon Best en transferencias permanentes y Fitz Hall y Patrick van Aanholt en préstamo. El 5 de abril de 2010, Newcastle, bajo el control de Hughton, confirmó su ascenso a la Premier League antes de un partido contra el Sheffield United, después de que el Nottingham Forest no pudiese ganar su partido contra Cardiff City. Luego ganaron el juego 2-1 con un penalti de Peter Løvenkrands y un gol de Kevin Nolan para recuperar un lugar en la Premier League después de solo una temporada fuera. Newcastle luego pasó a hacerse con el título del Championship el 19 de abril de 2010 después de una victoria por 2-0 sobre el Plymouth Argyle, ganando 30, empatando 12 y perdiendo solo 4 de sus 46 partidos. Newcastle estuvo invicto en casa durante toda la temporada 2009-10, incluidas las dos competiciones de copa, y logró el ascenso en un tiempo récord.
Durante la pretemporada de la temporada 2010-11, Hughton fichó a Sol Campbell y Dan Gosling gratis mientras obtenía a James Perch por una tarifa no revelada. Su primera victoria en casa en su regreso a la Premier League llegó el 22 de agosto, cuando Newcastle goleó al Aston Villa 6-0, con tres goles de Andy Carroll, dos goles de Kevin Nolan y uno de Joey Barton. Hughton recibió elogios por su estilo de gestión tranquilo para estabilizar el club, fichajes astutos y guiar al Newcastle de regreso a la Premier League. Antes del empate 1-1 del Newcastle con el Wolverhampton Wanderers y la victoria a domicilio en el Everton, completó los fichajes de Cheick Tioté y Hatem Ben Arfa . A pesar de llevar a su equipo recién ascendido al saludable noveno lugar a fines de octubre, hubo disturbios cuando el jugador estrella Andy Carroll fue arrestado por agresión. A pesar de esto, Newcastle continuó con victorias en el West Ham United y una memorable victoria por 5-1 en el derbi contra el Sunderland.

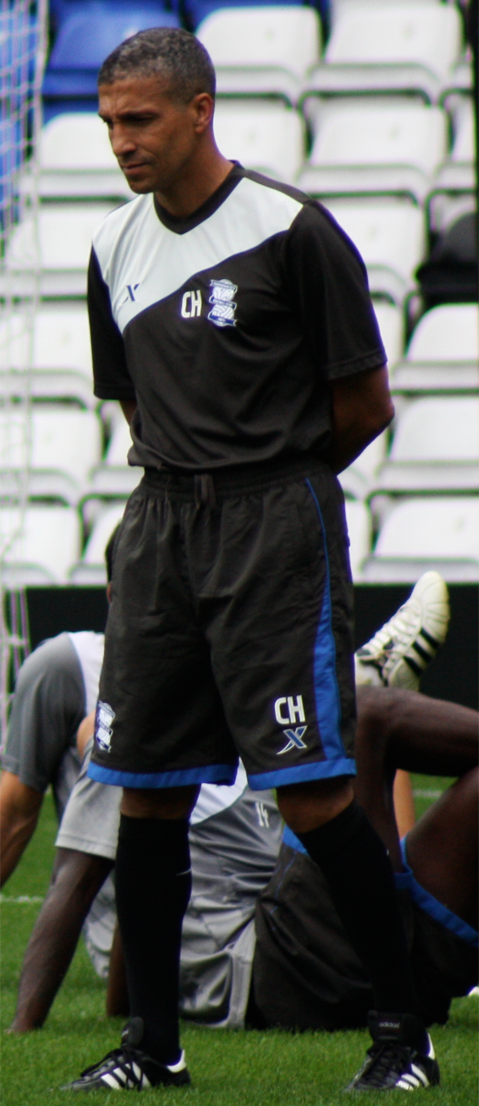
Hughton dirigiendo al Birmingham City en 2011

Después de una derrota por 3-1 en West Brom en diciembre, Hughton se convirtió en el primer entrenador de la Premier League de la temporada 2010-11 en perder su trabajo, ya que fue despedido por el director general Derek Llambias. La decisión fue mal recibida por los jugadores y los seguidores, con el veterano defensor Sol Campbell afirmando que la decisión "no tiene sentido", y el comentarista local y exjugador John Anderson diciendo que estaba "devastado y enojado". Antes del partido contra el Liverpool el 11 de diciembre, los activistas de United For Newcastle organizaron una protesta frente al St James' Park como una oportunidad para que los seguidores agradecieran a Hughton y mostraran su enfado hacia la decisión de Ashley.

### Birmingham City
Después de la especulación de los medios que vinculaba a Hughton con una variedad de clubes, Hughton fue nombrado entrenador del Birmingham City en junio de 2011. En la primera campaña europea del club en 50 años, los llevó a la fase de grupos de la UEFA Europa League cortesía de una victoria global por 3-0 contra el equipo portugués Nacional. Durante octubre, Birmingham ganó cuatro y empató uno de sus partidos de liga, un logro por el cual Hughton fue nombrado Entrenador del Mes. Llevó al club a la quinta ronda de la FA Cup 2011-12, empatando en el Chelsea antes de perder 2-0 en el replay. Hughton guio a the Blues a un cuarto puesto en el Championship, clasificándose para los play-offs, donde perdieron 3-2 en los dos partidos de la semifinal contra el Blackpool.

### Norwich City
Al final de la temporada 2011-12, Birmingham le dio permiso al Norwich City para hablar con Hughton sobre su puesto vacante de entrenador, y finalmente fichó por los "Canarios" el 7 de junio de 2012. Su primer partido de liga a cargo fue contra el Fulham, donde Norwich perdió 5-0, este resultado fue seguido por memorables victorias en la liga contra el Arsenal, así como una victoria en la Copa de la Liga contra el Tottenham Hotspur. Norwich, sin embargo, experimentó una mala forma durante todo el invierno y hacia el final de la temporada. Las victorias contra West Brom y Manchester City, en el último día de la temporada, impidieron su descenso. Habiendo luchado contra el descenso durante toda la temporada, la primera temporada de Hughton a cargo los vio terminar en el puesto N°11.
El 6 de abril de 2014, Norwich anunció que se habían "separado" de Hughton con efecto inmediato. En el momento de su salida, Norwich ocupaba el puesto N°17 de la Premier League, un puesto y cinco puntos por encima de la zona de descenso. Desde que dejó Norwich, a Hughton se le ofrecieron y rechazaron puestos de asistente de entrenador en varios clubes de la Premier League.

### Brighton & Hove Albion
El 31 de diciembre de 2014, Hughton fue anunciado como el nuevo hombre a cargo del equipo del campeonato Brighton & Hove Albion con un contrato de tres años y medio. Su primer partido a cargo terminó con una victoria por 2-0 en el Brentford en la tercera ronda de la FA Cup el 3 de enero de 2015. En mayo de 2016, Hughton firmó un nuevo contrato de cuatro años que se extendería hasta junio de 2020.
Para abril de 2017, con tres juegos restantes, Hughton había guiado a Brighton a la cima del Championship 2016-17 y le valió al club el ascenso automático a la Premier League después de una victoria por 2-1 en casa ante Wigan. Brighton y Hughton perdieron sus siguientes dos juegos ante Norwich City y Bristol City. El último partido de esa campaña vio a Brighton empatar en Aston Villa por 1-1, lo que permitió al Newcastle United saltar por encima de ellos por un punto y perderse la coronación de los clubes campeones del Championship.
El 9 de marzo de 2018, Hughton ganó el premio Entrenador del mes de la Premier League de febrero y se convirtió en el primer entrenador negro en ganar el premio. Guio a Brighton al puesto N°15 en su primera temporada en la Premier League, asegurando su estatus en la división con una victoria en casa por 1-0 contra el Manchester United.
El 13 de mayo de 2019, a pesar de llevar al club a la seguridad nuevamente con un puesto N°17, Brighton despidió a Hughton luego de una racha de solo tres victorias en 23 juegos en la Premier League, dejando al club y solo dos puntos por delante del descenso en el final de la temporada 2018-19.

### Nottingham Forest
El 6 de octubre de 2020, Hughton fue nombrado entrenador del Nottingham Forest, luego del despido de Sabri Lamouchi ese mismo día. El primer partido de Hughton como entrenador fue una victoria por 1-0 ante el Blackburn Rovers el 17 de octubre de 2020. Después de hacerse cargo de un equipo de Forest que estaba en la parte inferior de la tabla del Championship con cero puntos, Hughton guio a Forest a la posición N°17 en su primera temporada a cargo, terminando nueve puntos por encima de la zona de descenso. Durante la primera temporada de Hughton a cargo, Forest era un equipo bien organizado con un buen historial defensivo, pero a menudo tenía problemas para marcar goles.
Antes de la nueva temporada, Hughton se enfrentó a la tarea de reconstruir al Forest en un equipo capaz de luchar por el ascenso. Hughton se enfrentó a siete jugadores sin contrato, cinco jugadores de préstamo que regresaban a sus clubes de origen y cuatro jugadores más dijeron que podían irse, lo que significaba que se requería una reconstrucción sustancial. Hughton sintió que mejorar la amenaza de ataque de Nottingham Forest debería ser su principal prioridad en la ventana de transferencia de verano. El 16 de septiembre de 2021, Hughton fue despedido después de ganar solo un punto en los primeros siete partidos de la temporada de Forest. Este fue el peor comienzo de temporada de Forest desde 1913.

### Selección de Ghana
En febrero de 2022, Hughton aceptó un papel como asesor técnico del cuerpo técnico de la Selección nacional de Ghana durante el período de la Clasificación al Mundial en marzo. En mayo de 2022, Hughton fue designado en el mismo puesto hasta fines de diciembre de 2022, además de mantener a Otto Addo como entrenador y George Boateng y Mas-Ud Didi Dramani como entrenadores asistentes.
El 12 de febrero de 2023, Hughton fue nombrado entrenador de la selección nacional de Ghana luego de la renuncia de Addo.Sin embargo, la Asociación de Fútbol de Ghana decidió despedirlo el 23 de enero de 2024 luego de la selección africana quedara eliminada en la fase de grupos de la Copa Africana de Naciones 2023.

## Clubes

### Como jugador
| Club              | País       | Año       |
| ----------------- | ---------- | --------- |
| Tottenham Hotspur | Inglaterra | 1979–1990 |
| West Ham          | Inglaterra | 1990–1992 |
| Brentford         | Inglaterra | 1992–1993 |

### Como entrenador
| Club                         | País       | Año       |
| ---------------------------- | ---------- | --------- |
| Tottenham Hotspur (interino) | Inglaterra | 1997      |
| Tottenham Hotspur (interino) | Inglaterra | 1998      |
| Newcastle United (interino)  | Inglaterra | 2008      |
| Newcastle United             | Inglaterra | 2009-2010 |
| Birmingham City              | Inglaterra | 2011-2012 |
| Norwich City                 | Inglaterra | 2012-2014 |
| Brighton & Hove Albion       | Inglaterra | 2014-2019 |
| Nottingham Forest            | Inglaterra | 2019-2021 |
| Selección de Ghana           | Ghana      | 2023-2024 |

## Estadísticas

### Como entrenador
Datos actualizados al último partido dirigido el 22 de enero de 2024.
| Equipo                            | Div.                             | Torneo                                | Estadísticas | Estadísticas | Estadísticas | Estadísticas | Estadísticas | Estadísticas | Estadísticas | Estadísticas | Estadísticas |
| Equipo                            | Div.                             | Torneo                                | PJ           | G            | E            | P            | GF           | GC           | DG           | Puntos       | Rendimiento  |
| --------------------------------- | -------------------------------- | ------------------------------------- | ------------ | ------------ | ------------ | ------------ | ------------ | ------------ | ------------ | ------------ | ------------ |
| Newcastle United Inglaterra       | 2.ª                              | Championship 2009-10                  | 46           | 30           | 12           | 4            | 90           | 35           | +55          | 102          | 73.91%       |
| Newcastle United Inglaterra       | 2.ª                              | FA Cup 2009-10                        | 3            | 1            | 1            | 1            | 5            | 4            | +1           | 4            | 44.44%       |
| Newcastle United Inglaterra       | 2.ª                              | Copa de la Liga de Inglaterra 2009-10 | 2            | 1            | 0            | 1            | 4            | 5            | -1           | 3            | 50%          |
| Newcastle United Inglaterra       | 1.ª                              | Premier League 2010-11                | 16           | 5            | 4            | 7            | 24           | 25           | -1           | 19           | 39.58%       |
| Newcastle United Inglaterra       | 1.ª                              | Copa de la Liga de Inglaterra 2010-11 | 3            | 2            | 0            | 1            | 7            | 9            | -2           | 6            | 66.67%       |
| Newcastle United Inglaterra       | Total                            | Total                                 | 70           | 39           | 17           | 14           | 130          | 74           | +54          | 134          | 63.81%       |
| Birmingham City Inglaterra        | 2.ª                              | Championship 2011-12                  | 46           | 20           | 16           | 10           | 75           | 51           | +24          | 76           | 55.07%       |
| Birmingham City Inglaterra        | 2.ª                              | FA Cup 2011-12                        | 5            | 2            | 2            | 1            | 6            | 3            | +3           | 8            | 53.33%       |
| Birmingham City Inglaterra        | 2.ª                              | Copa de la Liga de Inglaterra 2011-12 | 1            | 0            | 0            | 1            | 0            | 2            | -2           | 0            | 0%           |
| Birmingham City Inglaterra        | Total                            | Total                                 | 52           | 22           | 18           | 12           | 81           | 54           | +27          | 84           | 53.85%       |
| Norwich City Inglaterra           | 1.ª                              | Premier League 2012-13                | 38           | 10           | 14           | 14           | 41           | 58           | -17          | 44           | 38.6%        |
| Norwich City Inglaterra           | 1.ª                              | FA Cup 2012-13                        | 2            | 1            | 0            | 1            | 3            | 1            | +2           | 3            | 50%          |
| Norwich City Inglaterra           | 1.ª                              | Copa de la Liga de Inglaterra 2012-13 | 4            | 3            | 0            | 1            | 6            | 6            | 0            | 9            | 75%          |
| Norwich City Inglaterra           | 1.ª                              | Premier League 2013-14                | 33           | 8            | 8            | 17           | 26           | 52           | -26          | 32           | 32.32%       |
| Norwich City Inglaterra           | 1.ª                              | FA Cup 2013-14                        | 2            | 0            | 1            | 1            | 1            | 4            | -3           | 1            | 16.67%       |
| Norwich City Inglaterra           | 1.ª                              | Copa de la Liga de Inglaterra 2013-14 | 3            | 2            | 0            | 1            | 9            | 9            | 0            | 6            | 66.67%       |
| Norwich City Inglaterra           | Total                            | Total                                 | 82           | 24           | 23           | 35           | 86           | 130          | -44          | 95           | 38.62%       |
| Brighton & Hove Albion Inglaterra | 2.ª                              | Championship 2014-15                  | 22           | 6            | 6            | 10           | 18           | 21           | -3           | 24           | 36.36%       |
| Brighton & Hove Albion Inglaterra | 2.ª                              | FA Cup 2014-15                        | 2            | 1            | 0            | 1            | 4            | 3            | +1           | 3            | 50%          |
| Brighton & Hove Albion Inglaterra | 2.ª                              | Copa de la Liga de Inglaterra 2014-15 | 4            | 3            | 0            | 1            | 9            | 4            | +5           | 9            | 75%          |
| Brighton & Hove Albion Inglaterra | 2.ª                              | Championship 2015-16                  | 48           | 24           | 18           | 6            | 73           | 45           | +28          | 90           | 62.5%        |
| Brighton & Hove Albion Inglaterra | 2.ª                              | FA Cup 2015-16                        | 1            | 0            | 0            | 1            | 0            | 1            | +1           | 0            | 0%           |
| Brighton & Hove Albion Inglaterra | 2.ª                              | Copa de la Liga de Inglaterra 2015-16 | 2            | 1            | 0            | 1            | 2            | 2            | 0            | 3            | 50%          |
| Brighton & Hove Albion Inglaterra | 2.ª                              | Championship 2016-17                  | 46           | 28           | 9            | 9            | 74           | 40           | +34          | 93           | 67.39%       |
| Brighton & Hove Albion Inglaterra | 2.ª                              | FA Cup 2016-17                        | 2            | 1            | 0            | 1            | 3            | 3            | 0            | 3            | 50%          |
| Brighton & Hove Albion Inglaterra | 2.ª                              | Copa de la Liga de Inglaterra 2016-17 | 3            | 2            | 0            | 1            | 9            | 4            | +5           | 6            | 66.67%       |
| Brighton & Hove Albion Inglaterra | 1.ª                              | Premier League 2017-18                | 38           | 9            | 13           | 16           | 34           | 54           | -20          | 40           | 35.09%       |
| Brighton & Hove Albion Inglaterra | 1.ª                              | FA Cup 2017-18                        | 4            | 3            | 0            | 1            | 7            | 5            | +2           | 9            | 75%          |
| Brighton & Hove Albion Inglaterra | 1.ª                              | Copa de la Liga de Inglaterra 2017-18 | 2            | 1            | 0            | 1            | 1            | 1            | 0            | 3            | 50%          |
| Brighton & Hove Albion Inglaterra | 1.ª                              | Premier League 2018-19                | 38           | 9            | 9            | 20           | 35           | 60           | -25          | 36           | 31.58%       |
| Brighton & Hove Albion Inglaterra | 1.ª                              | FA Cup 2018-19                        | 6            | 3            | 2            | 1            | 10           | 6            | +4           | 11           | 61.11%       |
| Brighton & Hove Albion Inglaterra | 1.ª                              | Copa de la Liga de Inglaterra 2018-19 | 1            | 0            | 0            | 1            | 0            | 1            | -1           | 0            | 0%           |
| Brighton & Hove Albion Inglaterra | Total                            | Total                                 | 219          | 91           | 57           | 71           | 279          | 250          | +29          | 330          | 50.23%       |
| Nottingham Forest Inglaterra      | 2.ª                              | Championship 2020-21                  | 42           | 12           | 16           | 14           | 36           | 38           | -2           | 52           | 41.27%       |
| Nottingham Forest Inglaterra      | 2.ª                              | FA Cup 2020-21                        | 2            | 1            | 0            | 1            | 2            | 5            | -3           | 3            | 50%          |
| Nottingham Forest Inglaterra      | 2.ª                              | Championship 2021-22                  | 7            | 0            | 1            | 6            | 5            | 12           | -5           | 1            | 4.76%        |
| Nottingham Forest Inglaterra      | 2.ª                              | Copa de la Liga de Inglaterra 2021-22 | 2            | 1            | 0            | 1            | 2            | 5            | -3           | 3            | 50%          |
| Nottingham Forest Inglaterra      | Total                            | Total                                 | 53           | 14           | 17           | 22           | 45           | 60           | -15          | 59           | 37.11%       |
| Selección de Ghana Ghana          | Amistosos                        | Amistosos                             | 3            | 1            | 0            | 2            | 3            | 7            | -4           | 3            | 33.33%       |
| Selección de Ghana Ghana          | Clasificación Copa Africana 2023 | Clasificación Copa Africana 2023      | 4            | 2            | 2            | 0            | 4            | 2            | +2           | 8            | 66.67%       |
| Selección de Ghana Ghana          | Copa Africana 2023               | Copa Africana 2023                    | 3            | 0            | 2            | 1            | 5            | 6            | -1           | 2            | 22.22%       |
| Selección de Ghana Ghana          | Clasificación Mundial 2026       | Clasificación Mundial 2026            | 2            | 1            | 0            | 1            | 1            | 1            | 0            | 3            | 50%          |
| Selección de Ghana Ghana          | Total selección                  | Total selección                       | 12           | 4            | 4            | 4            | 13           | 16           | -3           | 16           | 44.44%       |
| Total en equipos                  | Total en equipos                 | Total en equipos                      | 512          | 199          | 144          | 169          | 631          | 580          | +51          | 741          | 48.24%       |

## Palmarés

### Como jugador

#### Campeonatos nacionales
| Título                         | Club              | País       | Año     |
| ------------------------------ | ----------------- | ---------- | ------- |
| FA Cup                         | Tottenham Hotspur | Inglaterra | 1980-81 |
| Community Shield               | Tottenham Hotspur | Inglaterra | 1981    |
| FA Cup                         | Tottenham Hotspur | Inglaterra | 1981-82 |
| Football League Third Division | Brentford         | Inglaterra | 1991-92 |

#### Campeonatos internacionales
| Título          | Club              | País       | Año     |
| --------------- | ----------------- | ---------- | ------- |
| Copa de la UEFA | Tottenham Hotspur | Inglaterra | 1983-84 |

### Como entrenador

#### Campeonatos nacionales
| Título                       | Club             | País       | Año     |
| ---------------------------- | ---------------- | ---------- | ------- |
| Football League Championship | Newcastle United | Inglaterra | 2009-10 |